# Lamesley
Lamesley is een civil parish in het bestuurlijke gebied Gateshead, in het Engelse graafschap Tyne and Wear met 3742 inwoners.